# Tossal Galliner
El Tossal Galliner és una muntanya de 1103 metres que es troba entre els municipis de Capafonts i de Prades, a la comarca catalana del Baix Camp.